# Монетарен икономикс
Монетарният икономикс или монетарна икономика (на английски: monetary economics) е теоретична школа, която набляга на ролята на промените в паричното предлагане при определяне на равновесието на съвкупния доход и равнището на цените.
Монетарната икономика е клон на икономическата теория, която изучава въздействието на парите върху икономиката. Монетарната икономика исторически предхожда и остава свързана с макроикономиката . Тя дава необходимата рамка за анализирането на парите с техните основни функции като средство за обръщаемост или още средство за размяна, разчетна единица и запас от стойност. Изследва ефектите на монетарните системи, включително регулацията на парите и асоциираните финансови институции  и международните аспекти на това .
Монетаристите вярват, че ускорената инфлация е резултат на усилията за повишаване на реалния доход чрез експанзивна парична политика. Те твърдят, че промените в паричното предлагане имат широко влияние върху съвкупните разходи чрез инвестициите и потреблението. Едно увеличаване на паричното предлагане избутва нагоре съвкупното търсене чрез нарастване на разходите на фирмите и домакинствата и повишаване равновесното равнище на съвкупния доход. Намаляването на паричното предлагане довежда до обратен резултат.
Монетаристите са убедени, че експанзивните промени в паричната политика имат само краткосрочен ефект върху реалния съвкупен доход. В дългосрочен период те очакват съвкупния доход да бъде на равнището на естествената норма на безработицата.
За да се избегнат последиците от експанзивната парична политика монетаристите насочват усилията си към формирането на ефективен механизъм на парично предлагане. Според тях е нужно паричната политика да бъде подчинена на определено монетарно правило. Според това правило паричното предлагане трябва да следва годишният темп в разширяването на потенциалното равнище на съвкупното производство.
За разлика от кейнсианските икономисти, монетаристите не вярват, че икономиката е в състояние на неравновесие, което може да бъде възстановено чрез намеса на правителството. Те твърдят, че икономиката има тенденции към равновесие при ниво на потенциален съвкупен доход. Тяхната вяра в системата на свободния пазар ги води до разбирането за необходимостта от минимална правителствена намеса, която да се състои във формулирането на правила, които не се променят от месец на месец или от година на година. А те са:
- правило за фискална политика може да бъде изискването за балансиран годишен бюджет;
- правило за парична политика може да бъде изискването паричното предлагане да нараства с постоянен процент във времето.

Тези правила ограничават политиците да провеждат целенасочена политика. Монетаристите вярват, че ограничаването на субективните схващания променят политиката. Икономическият растеж става по-стабилен, отколкото, когато правителството целенасочено се опитва да постигне пълна заетост и ниска инфлация.